# マット・マニング
マシュー・ジョージ・マニング（Matthew George Manning, 1998年1月28日 - ）は、 アメリカ合衆国カリフォルニア州エルクグローブ出身のプロ野球選手（投手）。右投右打。MLBのフィラデルフィア・フィリーズ所属。
元NBA選手のリッチ・マニングを父に持つ。

## 経歴

### プロ入りとタイガース時代
2016年のMLBドラフト1巡目（全体9位）でデトロイト・タイガースから指名され、プロ入り。なお、契約しない場合はロヨラ・メリーマウント大学へ進学の予定であった。契約後、傘下のルーキー級ガルフ・コーストリーグ・タイガースでプロデビュー。10試合に先発登板して0勝2敗、防御率3.99、46奪三振を記録した。
2017年はA-級コネチカット・タイガースとA級ウェストミシガン・ホワイトキャップスでプレーし、2球団合計で 14試合に先発登板して4勝2敗、防御率3.18、62奪三振を記録した。
2018年はA級ウェストミシガン、A+級レイクランド・フライングタイガース、AA級エリー・シーウルブズでプレーし、3球団合計で24試合に先発登板して7勝8敗、防御率3.29、154奪三振を記録した。7月にはオールスター・フューチャーズゲームのアメリカ合衆国選抜に選出された。
2019年はAA級エリーでプレーし、24試合に先発登板して11勝5敗、防御率2.56、148奪三振を記録した。 7月にはオールスター・フューチャーズゲームのアメリカンリーグ選抜に選出された。
2020年オフの11月20日にルール・ファイブ・ドラフトでの流出を防ぐために40人枠入りした。
2021年はAAA級トレド・マッドヘンズで開幕を迎えた。6月15日にタクシー・スクワッドに登録され、17日にメジャー契約を結んでアクティブ・ロースター入り。同日のロサンゼルス・エンゼルス戦に先発登板してメジャーデビューを果たした。同年は18試合に先発登板したが4勝7敗の負け越し、防御率5.80、57奪三振を記録した。
2022年は12試合に先発登板して2勝3敗と2年連続となる負け越し、防御率3.43、48奪三振を記録した。
2023年7月8日のトロント・ブルージェイズ戦では6.2回を与四球3で無安打に抑え、後続のジェイソン・フォーリー、アレックス・ラングも無安打に抑えたため、球団史上9回目、そして初となる継投によるノーヒットノーランを達成した。同年シーズンは最終的に15試合に先発登板して5勝4敗と自身初めて勝ちが先行する結果となった。また、防御率3.58、50奪三振を記録した。
2024年は5試合に先発登板した。しかし、故障に泣かされたこともあってか勝星なしの1敗、防御率4.88、23奪三振に留まった。
2025年、タイガースではリハビリに費やしたこともあってかメジャーでの登板機会は無く7月30日にポール・シーウォルドを獲得したことに伴いDFAとなった。

### フィリーズ時代
2025年7月31日にホスエ・キニョネスとのトレードでフィラデルフィア・フィリーズへ移籍し、翌8月1日にA級クリアウォーター・スレッシャーズに配属された。

## 選手としての特徴
フラットな軌道の速球は最速97.9mph（約157.6km/h）を計測する。変化球は、縦に落ちるカーブ を武器とする。

## 詳細情報

### 年度別投手成績
| 年 度    | 球 団    | 登 板 | 先 発 | 完 投 | 完 封 | 無 四 球 | 勝 利 | 敗 戦 | セ 丨 ブ | ホ 丨 ル ド | 勝 率 | 打 者 | 投 球 回 | 被 安 打 | 被 本 塁 打 | 与 四 球 | 敬 遠 | 与 死 球 | 奪 三 振 | 暴 投 | ボ 丨 ク | 失 点 | 自 責 点 | 防 御 率 | W H I P |
| -------- | -------- | ----- | ----- | ----- | ----- | -------- | ----- | ----- | -------- | ----------- | ----- | ----- | -------- | -------- | ----------- | -------- | ----- | -------- | -------- | ----- | -------- | ----- | -------- | -------- | ------- |
| 2021     | DET      | 18    | 18    | 0     | 0     | 0        | 4     | 7     | 0        | 0           | .364  | 385   | 85.1     | 96       | 10          | 33       | 0     | 3        | 57       | 1     | 0        | 59    | 55       | 5.80     | 1.51    |
| 2022     | DET      | 12    | 12    | 0     | 0     | 0        | 2     | 3     | 0        | 0           | .400  | 263   | 63.0     | 55       | 6           | 19       | 0     | 1        | 48       | 2     | 0        | 27    | 24       | 3.43     | 1.17    |
| 2023     | DET      | 15    | 15    | 0     | 0     | 0        | 5     | 4     | 0        | 0           | .556  | 316   | 78.0     | 60       | 11          | 21       | 0     | 5        | 50       | 0     | 0        | 37    | 31       | 3.58     | 1.04    |
| 2024     | DET      | 5     | 5     | 0     | 0     | 0        | 0     | 1     | 0        | 0           | .000  | 123   | 27.2     | 31       | 3           | 12       | 0     | 0        | 23       | 1     | 0        | 15    | 15       | 4.88     | 1.55    |
| MLB：4年 | MLB：4年 | 50    | 50    | 0     | 0     | 0        | 11    | 15    | 0        | 0           | .423  | 1087  | 254.0    | 242      | 30          | 85       | 0     | 9        | 178      | 4     | 0        | 138   | 125      | 4.43     | 1.29    |

- 2024年度シーズン終了時

### 年度別守備成績
| 年 度 | 球 団 | 投手（P） | 投手（P） | 投手（P） | 投手（P） | 投手（P） | 投手（P） |
| 年 度 | 球 団 | 試 合     | 刺 殺     | 補 殺     | 失 策     | 併 殺     | 守 備 率  |
| ----- | ----- | --------- | --------- | --------- | --------- | --------- | --------- |
| 2021  | DET   | 18        | 10        | 9         | 0         | 1         | 1.000     |
| 2022  | DET   | 12        | 4         | 6         | 0         | 0         | 1.000     |
| 2023  | DET   | 15        | 6         | 9         | 2         | 0         | .882      |
| 2024  | DET   | 5         | 1         | 2         | 0         | 1         | 1.000     |
| MLB   | MLB   | 50        | 21        | 26        | 2         | 2         | .959      |

- 2024年度シーズン終了時

### 記録
MiLB
- オールスター・フューチャーズゲーム選出：2回（2018年、2019年）

### 背番号
- 25（2021年 - 2024年）